# Whitwood
Whitwood är en stadsdel i Castleford, i distriktet Wakefield, i grevskapet West Yorkshire, i England. Whitwood var en civil parish från 1866 till 1938 då den blev en del av Castleford och Rothwell. Denna civil parish hade 6 197 invånare år 1931. Whitwood var ett distrikt från 1894 till 1938 då den blev en del av Castleford. Byn nämndes i Domedagsboken (Domesday Book) år 1086, och kallades då Witewde.